# Murder in Mind
Murder in Mind es una serie de antología de la televisión británica de historias independientes, cada una con un tema asesino, vista desde la perspectiva del asesino. La serie fue creada por Anthony Horowitz y transmitida por BBC One del 22 de abril de 2001 al 29 de junio de 2003. 
Murder in Mind contó con diferentes actores en cada episodio y tuvo un total de tres temporadas, incorporando 23 episodios.  En junio de 2005 se lanzó una caja de DVD de nueve discos, que contiene las 3 temporadas.